# Видяев, Фёдор Алексеевич

Командир подлодки «Щука» капитан 3 ранга Ф. Видяев (второй справа) рассказывает о боевом походе подлодки контр-адмиралу А. А. Николаеву, генерал-майору Н. А. Торику и адмиралу А. Г. Головко

Фёдор Алексеевич Видяев (7 ноября 1912, Степная Шентала, Самарская губерния — 14 июля 1943, Баренцево море) — советский моряк-подводник времён Второй мировой войны, кавалер трёх орденов Красного Знамени и ордена Британской империи 4-й степени. Погиб в июле 1943 года при выполнении боевого задания.

## Биография
Фёдор Алексеевич Видяев родился 7 ноября 1912 года в эрзянском селе Степная Шентала. В 1921 году семья Видяевых переехала в Мурманскую область. В 1930 году окончил среднюю школу в городе Мурманске. Два года работал матросом на рыболовном сейнере «Севгосрыбтреста». В 1932 году по путёвке Мурманского обкома ВЛКСМ его направили в Высшее военно-морское училище имени М. В. Фрунзе. В сентябре 1937 года Фёдор успешно сдал последний государственный экзамен. Как отличник учёбы он имел право выбора флота, тем самым получил распределение на Северный флот.

## Начало военной карьеры
На подводной лодке Д-2 «Народоволец» лейтенант Видяев стал командиром рулевой группы. В феврале 1938 года он принял участие в знаменитом ледовом походе подводной лодки «Д-3» для снятия с дрейфующей льдины героической четвёрки советских полярников. Осенью того же года был направлен учиться на Высшие специальные классы командного состава подводного плавания.
В октябре 1940 года Видяев был назначен помощником командира подводной лодки «Щ-421», где командиром был капитан-лейтенант Н. А. Лунин. В «финскую кампанию» она несла дозорную службу в Баренцевом море, за которую всему личному составу лодки командующий Северным флотом вице-адмирал В. П. Дрозд объявил благодарность. Помощник командира — Фёдор Видяев учил подводников и учился сам, никогда не стесняясь попросить матроса или старшину помочь ему освоить тот или иной механизм. Скромный, заботливый, требовательный, Видяев быстро завоевал уважение личного состава. В первый же день войны «Щ-421» вышла в боевой поход.

## Командир «Щ-421»
4 марта 1942 года Н. А. Лунин был назначен командиром крейсерской подводной лодки К-21; командиром «Щ-421» стал капитан-лейтенант Ф. А. Видяев. Через две недели друзья проводили Фёдора в его первый командирский поход. Вместе с Видяевым уходил в море командир дивизиона Герой Советского Союза капитан 2 ранга И. А. Колышкин.

### Первый самостоятельный бой Ф. Видяева
Выйдя 19 марта из Полярного, 28 марта в районе Лаксё-фиорда обнаружили транспорт в охранении двух сторожевиков. Корабли шли противолодочным зигзагом, прижимаясь к скалистому берегу. Определив дистанцию, он лёг на курс сближения, чтобы перехватить цель до входа в фиорд. Когда лодка подошла на дистанцию залпа, корабли резко повернули прямо на неё. «Щ-421» нырнула под конвой и заняла позицию для атаки с противоположного борта. В то же момент конвой резко изменил курс, выходя из угла атаки. Оставалась ещё возможность перехватить корабли у входа в фиорд. И лодка пошла к предполагаемой точке встречи. Почти час шла погоня за конвоем. Наконец он повернул на вход в фиорд, и «Щ-421» пошла в атаку, закончившуюся четырёхторпедным залпом. От преследования лодка оторвалась быстро. День 4 апреля стал для подводников праздником — Военный совет флота поздравил экипаж «Щ-421» с награждением орденом Красного Знамени.

### Шестой поход «Щ-421»
8 апреля в 20:58 патрулируя в устье Порсангер-фьорда на глубине 15 метров, подлодка натолкнулась на антенную мину заграждения «Ursula-B» (поставленного минзагом «Ульм» 16/17 марта), лишилась хода и способности погружаться. Лодка всплыла и очутилась в пелене снежного заряда, скрывшего корабль из видимости с вражеского берега. Взрывом мины оторвало оба гребных винта, сорвало верхнюю крышку кормового люка, сдвинуло с места радиопередатчик, разбило всю корму. По предложению помощника командира капитан-лейтенанта А. М. Каутского из чехлов дизелей срочно сшили парус и подняли его на перископы. Тринадцать часов «Щ-421» шла под парусом вдоль берега противника в направлении от Нордкина к Нордкапу. В это время на помощь ей шла «К-22» (командир капитан 2 ранга В. Н. Котельников). Несмотря на плохую видимость, В. Н. Котельников нашёл лодку. После неудавшихся из-за сильного волнения моря попыток буксировать лодку, экипаж аварийной «Щуки» — 42 человека — и командира дивизиона И. А. Колышкина взяли на борт «К-22», а «Щуку» с близкой дистанции потопили торпедой.

## Новое назначение, «Щ-422»
В июле 1942 года капитан-лейтенант Видяев был назначен командиром «Щ-422». В сентябрьском походе «Щ-422» вступила в бой с двумя сторожевиками и двухторпедным залпом из-под перископа один из них отправила на дно. Эта атака вошла в историю войны как один из немногих случаев уничтожения подводной лодкой преследовавшего её противолодочного корабля. По возвращении в базу Фёдору Алексеевичу был вручён второй орден Красного Знамени.

## Последний поход
Позднее, в июне 1943 года Ф. А. Видяев был награждён третьим орденом Красного Знамени. Перед очередным выходом в море Фёдор написал своей семье в Ленинград, что скоро приедет в отпуск, в конверт вложил фотографию, на обороте которой написал:
«Моему сыну Константину, будущему защитнику нашей дорогой Родины, от отца. Видяев. 23 июня 1943 года. Действующий флот».
Это было его последнее письмо. 1 июля Фёдор Алексеевич Видяев ушёл в свой последний, девятнадцатый поход. 25 июля приказом наркома ВМФ «Щ-422» была преобразована в гвардейскую. Подводники радовались за друзей, ждали их к празднику, но видяевцы так и не узнали о высокой оценке Родины. На базу они не вернулись.

## Увековеченная память

Бюст командиру подлодки «Щука» капитану 3 ранга Ф. Видяеву в Полярном

В городе Полярном 6 ноября 1943 недалеко от пирса, где друзья провожали Фёдора Видяева в последний поход, отважному подводнику на собранные североморцами средства был открыт памятник авторства флотского художника Алексея Кольцова. В апреле 1945 года жену Видяева Марину Ивановну пригласили в военкомат и от имени народного комиссара Военно-морского Флота СССР вручили английский орден и грамоту, которыми правительство Великобритании наградило её мужа.
28 июля 1968 года по проекту скульптора Д. М. Епифанова «в одном из заполярных гарнизонов», как писали тогда, установлен ещё один памятник Видяеву. Фёдор Алексеевич — без головного убора, в кителе с тремя орденами Красного Знамени на груди. Такой была его последняя прижизненная фотография.
В честь Ф. А. Видяева назван посёлок Видяево Мурманской области и базы подводных лодок на Северном флоте. Когда-то[когда?] Северные моря бороздила плавбаза «Фёдор Видяев».
К 100-летию со дня рождения Фёдора Видяева, 3 ноября 2012 года в парке Победы села Кошки Самарской области открыли памятник легендарному моряку-подводнику.